# 電子フォノン相互作用
電子フォノン相互作用とは、電子とフォノン（格子振動）との間に働く相互作用のことである。電子格子相互作用などとも呼ばれる。

## 分類
電子フォノン相互作用は、フォノンの型によっていくつかの種類に分類することができる。
変形ポテンシャル相互作用
音響モードの格子振動による変形ポテンシャルによる短距離相互作用。
ピエゾ電気相互作用
音響モードの格子振動によって生じる電気分極による相互作用。
フレーリッヒ相互作用
光学モードの格子振動によって生じる電気分極による長距離相互作用。